# Nordansjö
För byn i Hedesunda socken, Gävle kommun, se Nordansjö, Hedesunda, för byn i Nora socken, Uppland, Heby kommun, se Nordansjö, Nora
Nordansjö är en småort i Hedemora socken i Hedemora kommun.